# Святица (приток Корожечны)
Святица — река в России, протекает в Угличском районе Ярославской области; правый приток реки Корожечна.
Есть сравнительно крупный приток справа.
Сельские населённые пункты около реки: Кормолино, Ульянкино, Плишки, Хомяково, Селезенцево; напротив устья — Чернятино.